# Hermann Klemm
Hermann Klemm (* 5. Juni 1904 in Zwickau; † 10. Juni 1983 in Meißen) war ein deutscher Theologe und Widerstandskämpfer gegen den Nationalsozialismus.

## Leben
Hermann Klemm wurde am 5. Juni 1904 als ältestes von acht Kindern in Zwickau geboren, wo die Eltern eine Bäckerei besaßen. Nach Besuch der Bürgerschule und des Gymnasiums, studierte er bis 1927 Theologie und Philosophie an den Universitäten Leipzig und Tübingen. Bis 1929 war er als Lehrer am Missionsseminar Leipzig tätig. Am 20. Mai 1929 wurden ihm die sächsischen Gemeinden Burkhardswalde und Weesenstein übertragen. Im gleichen Jahr heiratete er Hanna Heck; gemeinsam hatten sie vier Kinder. 
Am 1. März 1933 erhielt er von der Universität Tübingen den akademischen Grad eines Doktors der Theologie. Im selben Jahr trat er in den Pfarrernotbund und in die Bekennende Kirche der Ev.-Luth. Kirche Sachsens ein. Den Nationalsozialismus lehnte er seit seiner Gymnasialzeit ab. Klemm, der unter Beobachtung der Gestapo stand, wurde 1935 Mitglied im Landesbruderrat der Bekennenden Kirche.
Als sich die Bekennende Kirche in einer Kanzelabkündigung vom 31. März 1935 von den „Deutschen Christen“ distanzierte, verband Klemm die Abkündigung in der Kirche zu Burkhardswalde mit der Fürbitte für die im KZ gefangenen Pfarrer. Klemm wurde daraufhin wegen „Nichtbefolgung staatlicher Anordnungen“ mit etwa 20 weiteren Pfarrern verhaftet. Vom 20. April bis 4. Juni 1935 war er Häftling des KZ Sachsenburg.
Durch Intervention von Freunden, darunter kirchliche Amtsträger aus England, kamen die Pfarrer zwar wieder frei. Klemm aber wurde einen Tag nach seiner Freilassung von der gleichgeschalteten Superintendentur Pirna jede weitere Amtierung verboten. Drei Tage später bekräftigte die Kreisleitung der NSDAP Pirna dieses Verbot. Daraufhin verfügte auch das deutsch-christliche Landeskirchenamt Dresden wegen Verletzung der Amtspflichten am 30. Juli 1935 im förmlichen Dienststrafverfahren die Amtsenthebung mit 40 Prozent Gehaltsverlust. Gleichwohl lud Klemm weiterhin zu Bibelstunde, Sonntagspredigt, Unterricht und Gesprächen ein.
Am 10. November 1937 und 3. März 1938 wurde der Ortsgruppenleiter der NSDAP in Burkhardswalde als Finanzbevollmächtigter für Burkhardswalde und Weesenstein eingesetzt und den Kirchenvorständen die Vollmachten über die kirchlichen Gelder entzogen, weil sich die Gemeinde unter der Leitung von Pfarrer Klemm gegen das deutschchristliche System aufgelehnt hatte. Als Nazis in der Burkhardswalder Kirche mit ihrer Fahne auftraten, verließen die meisten Besucher spontan das Gebäude und der Gottesdienst wurde – wie später oft – im Freien auf dem Pfarrhof fortgesetzt, wozu die Pfarrfrau später die Leute gleich auf der Straße einlud. 
Im November 1939 wurde Klemm vom Propagandaleiter der NSDAP wegen einer öffentlichen Beschwerde gegen die kriegsbedingte Aufhebung des traditionellen Herbstbußtages beim Reichspropaganda-Ministerium angezeigt. Daraufhin eröffnete die Deutsch-Christliche Kirchenleitung ein neues Dienststrafverfahren, das nach Kriegsende abgeschlossen werden sollte. Um ihm seine Aktivitäten in Landesbruderrat, Gemeinde und Ephorie Pirna zu nehmen, wurde er im Februar 1940 bis 1945 in den Krieg geschickt. 
Nach einer Verwundung im Mai 1945 übernahm er bis 19. August die Verwaltung der Pfarrstelle an der „Elftausendjungfrauen-Kirche“ in Breslau/Schlesien. Nach einem dramatischen Fußmarsch gelangte er ins Pfarrhaus zu Familie und Gemeinde in Burkhardswalde. Kurz danach wurde er von November 1945 bis Februar 1947 kommissarisch als Superintendent des Kirchenkreises Pirna eingesetzt, bis Superintendent Franke sein Amt antrat.
Am 27. Februar 1951 berief ihn die Kirchenleitung als Superintendent nach Meißen. Mit 69 Jahren trat er zum 1. April 1973 in den Ruhestand.

## Werk
Mit dem Buch „Der Weg eines Evangelisten“ setzte Klemm dem Schweizer Theologen und Missionar Elias Schrenk ein Denkmal. Aufgrund seiner Erlebnisse aus dem Kirchenkampf 1933–1945 arbeitete er mit am Buch „Kämpfer wider Willen“ (Erinnerungen des Landesbischofs von Sachsen Dr. Hugo Hahn). Sein Werk „Im Dienst der Bekennenden Kirche – Das Leben des sächsischen Pfarrers Karl Fischer 1896-1941“ wurde posthum veröffentlicht.

## Schriften (Auswahl)
- Elias Schrenk, der Weg eines Evangelisten, TVG, R. Brockhaus Verlag Wuppertal, 1961.
- Im Dienst der Bekennenden Kirche, Das Leben des sächsischen Pfarrers Karl Fischer 1896-1941, Vandenhoeck & Ruprecht Verlag Göttingen, 1986.
- Kämpfer wider Willen. Erinnerungen aus dem Kirchenkampf 1933-1945, bearb. und hg. v. Georg Prater, 1969.
- mit Paul Liebe: Meissen, der Dom und seine Geschichte, Berlin : Evangelische Verlagsanstalt, 1969.

| Personendaten    | Personendaten                   |
| ---------------- | ------------------------------- |
| NAME             | Klemm, Hermann                  |
| KURZBESCHREIBUNG | deutscher lutherischer Theologe |
| GEBURTSDATUM     | 5. Juni 1904                    |
| GEBURTSORT       | Zwickau                         |
| STERBEDATUM      | 10. Juni 1983                   |
| STERBEORT        | Meißen                          |